# Sainte-Marie-du-Mont, Isère
Sainte-Marie-du-Mont, Isère là một xã của tỉnh Isère, thuộc vùng Rhône-Alpes, đông nam nước Pháp.